# Parlatoria araucariae
Parlatoria araucariae är en insektsart som först beskrevs av Williams och Watson 1988.  Parlatoria araucariae ingår i släktet Parlatoria och familjen pansarsköldlöss.
Artens utbredningsområde är Papua Nya Guinea. Inga underarter finns listade i Catalogue of Life.